# هیومکس
هیومکس (انگلیسی: Humax) شرکت الکترونیک کره‌ای است، که در سال ۱۹۸۹ تأسیس شد.